# Алиев, Эльчин Рашид оглы
Алиев, Эльчин Рашид оглы (25 декабря, 1962, Баку, Азербайджан) – азербайджанский предприниматель, основатель компании SINAM, одного из крупнейших системных интеграторов региона Южный Кавказ и Центральная Азия.

## Биография
Эльчин Алиев окончил факультет «Автоматизация производственных процессов» Азербайджанской государственной нефтяной академии в 1984 году. Он был удостоен диплома инженера  по специальности  «Системный Анализ».  До 1989 года он руководил отделом группы систем автоматизированного управления Института кибернетики Национальной Академии Наук Азербайджана.  С 1989 года по настоящее время занимает должность заведующего отделом информационно-вычислительных систем Института кибернетики Национальной Академии Наук Азербайджана. В 1995 году получил степень Кандидатa Технических наук. Тема исследования: "Mетоды организации обработки распределённых знаний в локальных сетях ЭВМ."
В 1994 году учредил компанию Sinam-Invest, где до 2004 года  занимал позицию председателя совета директоров. С 2004 года по настоящее время является учредителем и президентом компании SINAM – одного из ведущих системных интеграторов региона Южный Кавказ и Центральная Азия.
Стратегическое видение в области информационно-коммуникационных технологий позволили Эльчину Алиеву занимать также такие позиции, как вице-президент Ассоциации научно-исследовательских и образовательных сетей Азербайджана (AzRENA) с 2000 года по настоящее время; советник министра информационных технологий Азербайджанской Республики по проблеме Всемирного саммита по вопросам информационного общества в 2003-2005 гг., член совета директоров Azertelecom в 2008-2010 гг..

## Награды
•	2004 год Медаль Государственного таможенного комитета;
•	2005 год Премия Всемирного саммита «Лучший в вопросах э-контента и креативности»;
•	2006 год Медаль «Почты России»;
•	2012 год Медаль «Прогресс», государственная награда Азербайджанской Республики;
•	2014 год Медаль Государственной налоговой службы Кыргызстана за вклад в развитие информационно-коммуникационных технологий в этом ведомстве.

## Членство в профессиональных сообществах
- Соруководитель Научной программы НАТО с 2009 года по настоящее время.
- Председатель ИКТ-комитета Американской торговой палаты с 2004 по 2008 год.
- Президент клуба ИТ и коммуникаций Каспийского интеграционного делового клуба.
- Заместитель председателя Интернет-сообщества Азербайджана с 2002 года по настоящее время
- Соруководитель Проекта НАТО с 2001 по 2002 год.

## Проекты
- Обеспечение системного анализа, планирования, разработки и внедрения программного обеспечения Интегрированной системы налогового администрирования для Государственного комитета по налогам и сборам Республики Кыргызстан в рамках Проекта реформы и модернизации налогового администрирования, финансируемого грантом № 0077 Азиатского Банка Развития, 2010-2011 год
- Разработка и внедрение хранилища данных и аналитической системы отчётности для Центрального Банка Азербайджана, 2010-2011 год
- Поставка и внедрение информационной системы управления банковского контроля для Центрального Банка Азербайджана, 2010-2011 год
- Поставка и внедрение Почтовой системы финансовых услуг (ПСФУ) и Системы автоматизации почтового прилавка (САПП) для государственного предприятия «Азерпочта», 2008-2009 год
- Разработка Азербайджанской системы оплаты коммунальных платежей (APUS)для Национального Банка Азербайджана, 2006-2008 год
- Разработка Аналитической информационной системы «Социально-экономическое развитие регионов Азербайджанской Республики», 2006-2008 год
- Проект «Национальная инициатива сетевого э-управления», совместный проект Министерства связи и информационных технологий Азербайджанской Республики и Программы развития ООН по разработке Национальной сети передачи данных «AzDATACOM», 2005-2008 год
- Разработка Системы таможенной регистрации и контроля (СТРК) в рамках Программы развития ООН «Укрепление потенциала Государственного таможенного комитета Азербайджанской Республики», 2004-2007 год
- Разработка «Автоматизированной системы управления информацией» для создания и обслуживания персональных счетов в системе социальной защиты Азербайджана в рамках Программы развития ООН «Укрепление потенциала Государственного фонда социальной защиты Азербайджанской Республики», 2004-2008 год
- Проект «Виртуальный университет Центральной Азии  и Южного Кавказа», 2005-2007 год
- Проект Министерства образования «Оборудование общеобразовательных школ ИКТ», 2005-2007 год
- Проект дистанционного обучения в рамках Программы партнёрства США между Университетом Индианы и AzRENA - IU/AzRENA, 2004-2007 год
- «Разработка инфраструктуры и доступа к интернет с целью исследовательско-образовательного развития и развития гражданского общества», правительство Азербайджана (Министерство связи и информационных технологий), Программа развития ООН, AzRENA и Фонд содействия институту открытого общества, 2004-2007 год
- «Виртуальный Шёлковый путь» НАТО, NICTS, 2003-2010 год
- Проект развития сферы образования при поддержке Всемирного банка, 2003-2012 год

## Участие на международных мероприятиях
- 19-27 мая 2011 года – участие в бизнес-форуме, проводившимся в Вашингтоне и Лос-Анджелесе с участием представителей ведущих компаний бизнес-сообщества Азербайджана и США в области телекоммуникаций и информационных технологий.
- 7-11 февраля 2011 года – Куба, участие в выставке-конференции «Informatics-2011».
- 18 сентября 2008 года –  1-я встреча ЕС по вопросам периодического обзора проекта «Black Sea Interconnection», Афины, Греция
- 30 июня – 4 июля 2008 года – Симпозиум «Интеллектуальные системы - INTELS’2008», Нижний Новгород, Российская Федерация.
- 19-23 мая 2007 года – Ежегодная конференция и экспозиция IIE, Нэшвилл, США
- 1 марта 2007 года – 2-й Американо-азербайджанский ИКТ-бизнес форум, Лос-Анджелес, США
- 11 июля 2006 года – Бизнес-форум США-Азербайджан, Вашингтон, США
- 13 июля 2006 года – 1-й Американо-азербайджанский ИКТ-бизнес форум, Сан-Хосе, США
- 16-18 ноября 2005 года –  Всемирный саммит по вопросам информационного общества, Тунис
- 18-20 апреля 2005 года – Региональное подготовительное заседание представителей европейских стран, Бухарест
- 17-25 февраля 2005 года – Подготовительный комитет Всемирного саммита по вопросам информационного общества, Женева, Швейцария.
- 8-11 октября 2004 года – Семинар НАТО «Развитие сетевой инфраструктуры», «4-й семинар CEENet по вопросам сетевого управления», Кишинёв, Молдова.
- 20-21 сентября  2004 года –  Консультации по вопросам создания рабочей группы управления интернетом, Женева, Швейцария.

## Публикации
Доктор Эльчин Алиев является автором более чем 50 (пятидесяти) научных публикаций.